# CORONA CITRUS
CORONA CITRUS（コロナ シトラス）は、川崎汽船が電源開発向けに運航する石炭運搬船である。

## 構造
川崎汽船では、1994年竣工の初代「CORONA ACE」以来、水深の浅い日本の石炭火力発電所への電力炭輸送に適した幅広浅喫水の石炭運搬船を「コロナシリーズ」として運航してきた。その23番目にあたる「CORONA CITRUS」は載貨重量88,000MT級のポスト・パナマックスと呼ばれる船型で、今治造船丸亀事業本部にて建造された。海洋生態系保護のためバラスト水処理装置を搭載し、2020年に世界の全海域で適用される硫黄酸化物排出規制に対応したSOxスクラバーを導入している。
2023年3月23日、フランスのAIRSEAS社が開発した「Seawing」を同船に搭載することが発表された。気象データと海洋データをリアルタイムで収集・分析し、一定の風力・風向の条件下においてブリッジからのスイッチ操作で船首に搭載した凧を起動し推力を補助するものであり、展張・格納とも自動で行われる。この技術により約20%、1隻あたり年間5,200トンの二酸化炭素排出量削減が期待される。エアバスの部品運搬船ではすでに実用化されているが、日本の電力会社向けの石炭運搬船では初の採用となる。